# Sergio Toloza
Sergio Alberto Toloza (Ciudad de Buenos Aires, 5 de febrero de 1973) es un guitarrista argentino conocido por ser miembro de la banda de rock argentino Viejas Locas.
Entre sus obras más conocidas se encuentran las canciones "Todo sigue igual" o "Aunque a nadie ya le importe", grabadas con Viejas Locas durante la década de los '90.
Luego de la separación de Viejas Locas, ha sido miembro durante un corto período del grupo Balas Perdidas, y ha desarrollado una discretísima carrera como solista dedicándose de lleno al folk.
Desde 2017, se presenta con su banda de nombre Poyo Rocanrol Clu, siendo el líder de la misma e interpretando tanto canciones nuevas como algunas de su etapa solista, así como también sus composiciones con Viejas Locas.

## Carrera con Viejas Locas

### Su ingreso al grupo
Viejas Locas es una banda creada en 1989 por tres amigos del Colegio Comercial n.º 2 de Villa Lugano en el sur de la Ciudad de Buenos Aires. Estos amigos decidieron formar una banda de rock. Con Mauro Bonome (voz), Bachi (bajo) y Diego Cattoni (guitarra) a la banda le faltaba un baterista, el cual es traído con el ingreso del guitarrista Cristian "Pity" Álvarez a la banda, quien estaba buscando un grupo dónde poder tocar. El nombre del baterista es Gastón Mansilla y la banda fue nombrada Viejas Locas debido al apodo del cantante Mauro Bonome.
Se presentaron pocas veces en vivo con esa formación, y (luego de que cada integrante de la banda abandonara el proyecto) Álvarez se puso la banda al hombro y se encargó de reclutar nuevos compañeros para seguir con su banda de rock and roll.
Así ingresan a la banda Fabián "Fachi" Crea en bajo (un amigo traído por Pity a la banda), Abel Meyer en batería (traído por Fachi a la banda, quienes se conocían porque su madre trabajaba en ese momento con Fachi) y Sergio Toloza en guitarra (a quien Bachi le había presentado a la banda). De la formación que saltó a la fama en los '90, Toloza fue el segundo miembro que ingresó a la banda, ocupando el lugar que había abandonado Diego Cattoni (por lo tanto, llegó a tocar junto con Bonome, Bachi y Mansilla).
El Pollo sobre esto contó: "Entré a los 6 meses de que se habían formado, me acuerdo que me tomaron una prueba en la casa de Pity, saqué la viola, la enchufé, toqué algunos temas de los Stones y me dijeron: «Ya está»".[cita requerida]

### Discografía
Si bien, Sergio solo grabó seis de sus canciones con esta banda, cada una de ellas fue infaltable en el repertorio de Viejas Locas, y la mitad de las mismas tuvo un gran éxito comercial.
En 1995, la banda lanza oficialmente su primer trabajo discográfico llamado Viejas Locas. Este CD cuenta con doce canciones, de las cuales dos pertenecen a él: Tirado y enrollado y Sacátelo.
Sobre este disco, Toloza opina: "Y cada disco tiene lo suyo. El primero fue una locura por la sensación de entrar en un estudio... Porque tenés que evaluar nuestros orígenes. Era llegar desde un lugar desde el cual no se llegaba. Fuimos una de las primeras bandas de un sector social relegado a la hora de expresarse artísticamente. En el momento, uno vive esa situación y es natural, pero a la distancia interpreta realmente el impacto."
Llegado 1997, el grupo edita su segundo material discográfico, que sale a la venta bajo el nombre de Hermanos de sangre. El disco contiene trece canciones, de las cuales otras dos son de su autoría: Aunque a nadie ya le importe y Todo terminó.
Sobre él, el guitarrista afirma: "El segundo disco es el que más gusta en lo musical; era funky, sexy. Ya teníamos un mínimo conocimiento de cómo manejarnos en un estudio y estaba esa libertad de seguir siendo una banda fresca. Hermanos de sangre es el que más me gusta."
Con el nuevo disco, llega el momento de la grabación del clip de una de sus canciones nombradas anteriormente: Aunque a nadie ya le importe.
Para 1999, Viejas Locas saca a la venta su tercer álbum, llamado Especial. Contiene 16 temas, de los cuales (al igual que en los álbumes anteriores) dos son de su autoría: el hit Todo sigue igual y Excusas.
Para esta altura se edita un nuevo videoclip perteneciente a su canción Todo sigue igual, en el cual se pueden ver imágenes de recitales pasados y de un concierto que brindaron en Obras en 2000.
Meses más tarde, los músicos de Viejas Locas son invitados por Pappo para participar en su disco Pappo & amigos (2000), grabando dos canciones del músico: Blues local y El hombre suburbano (esta última incluida también en el recopilatorio Sigue pegando). Ésta sería la última oportunidad en la que Pollo grabaría en un estudio con sus compañeros de Viejas Locas.

## Separación y carrera pos-Viejas Locas
En octubre de 2000, Viejas Locas se separa sin dar aviso previo.
Sus integrantes toman distintos rumbos: Pity junto a Abel forman la banda Intoxicados, Fachi forma la banda Motor Loco y Pollo forma un proyecto llamado La Lengua.
La Lengua fue un proyecto donde Toloza se encargó de grabar siete canciones de su autoría, tocadas íntegramente por él mismo sin intervención de otros músicos. Su trabajo discográfico recibió el nombre de Grabaciones secretas y fue producido durante 2002.
De Grabaciones secretas no quedaron registros (ni comerciales ni virtuales). No obstante, se puede consultar en la página de SADAIC su nombre y ver que hay títulos como: En tu honor, Sólo por andar, Al campo, entre otras.
Años más tarde, el guitarrista subió algunas de sus canciones (que formaron parte de esas grabaciones) a su cuenta de MySpace.

### Su paso por la banda Balas Perdidas
Luego de La Lengua, Pollo estuvo participando desde 2005 en la banda Balas Perdidas. La misma sigue en el ruedo pero sin Sergio Toloza como guitarrista.
Para el EP que editaron en 2005 (Basura caliente) contaron con un videoclip, el mismo fue dirigido por Pablo Echarri y pertenece a la canción Veneno Verdadero.
En una nota que se le realizó a la banda y al actor/director previamente a que saliera el clip, Pollo dijo: "Venimos a terminar el triángulo del rock stone local posta. Primero cambiaron algo los Ratones, después las Viejas y ahora nosotros con Las Balas. Estuve en dos patas del trípode."

La banda se separó a mediados de 2015, ya sin Pollo entre sus filas.

### Regreso de Viejas Locas
En septiembre de 2009, la banda Viejas Locas anunció su regreso con una conferencia de prensa en Puerto Madero. Allí, se explicó que Pollo decidió no participar de la reunión del grupo. Las palabras de Cristian Álvarez fueron fueron: "El Pollo no está porque no se quiso sumar al proyecto. Fue invitado, fue decisión de él y de común acuerdo se lo respetamos."  Así, otro Sergio ("Peluca" Hernandez) ocuparía su lugar en la banda.
Sobre su rechazo a la vuelta de la banda, aclaró en una nota: "Es folk. Algo que, probablemente, la gente del rock no está acostumbrada a escuchar. Es una manera expresiva que me resulta muy llevadera; estoy muy cómodo así. El tiempo dirá cómo seguiré."[...] "Manejarme solo me da la libertad suficiente para decir lo que quiera. En un grupo, cada modificación tiene que ser consensuada con el resto y es el líder el que habla por uno, a veces. Mi material es libre y sí, todas las canciones tienen algo mío. Algunas son experiencias personales, otras no lo son tanto pero se adaptan a cualquiera".
Cuando le preguntaron cómo tomaron Pity y Fachi su "no", él respondió: "Me conocen, así que no les debe haber resultado descabellado. La sorpresa les debe haber durado poco. No te lo puedo asegurar, pero creo que está todo bien."
También cuenta en la misma entrevista: "En mi vida musical, Viejas Locas fue lo más importante y lindo que me pasó. Soy lo que soy ahora por todo el tiempo que pasé junto a los chicos en el grupo."

## Actualidad
Durante varios años, Sergio se dedicó al folk como solista, tocando poco y como parte del circuito underground. Ya no se hace llamar "Pollo", sino que se apoda él mismo "Poyo".
Sobre esto, él contó: "Mi cambio de imagen es más notorio para la gente que no me ve a diario, la que se quedó con las fotos de Viejas Locas. No sólo cambié el aspecto sino también la cuestión interna. Quizá quiera que la gente no me conozca, o pasar desapercibido." 
"Poyo" abrió a fines de la década de 2000 un blog propio, una cuenta en YouTube, una página de Facebook y una cuenta en Myspace, donde, además de fotos, había publicado por un tiempo algunas de sus canciones, como El amargo, Gran acto en el barrio, Últimamente fantasma y Algo que no soy.
Luego de varios años sin realizar presentaciones, en 2017 comenzó a dar conciertos con su nueva banda titulada "Poyo Rocanrol Clu", un proyecto con el que volvió al formato banda. Con esta banda, Poyo se encarga de tocar nuevas canciones y algunas otras compuestas durante sus años como solista además de las canciones de Viejas Locas de su autoría.
La vuelta del guitarrista a los escenarios significó también el reencuentro con varios de sus excompañeros: en 2017 compartió escenario con el saxofonista Juan Carbone y publicó una nueva canción en la que participa el tecladista Adrián "Burbujas" Pérez. Al reencuentro con estos músicos de Viejas Locas se sumó en junio de 2018 la presentación que realizó con "Fachi" Crea y Abel Meyer en La Reina, tocando por primera vez con sus excompañeros de banda luego de 18 años.

## Discografía
| Disco                | Banda          | Año  | Tipo          |
| -------------------- | -------------- | ---- | ------------- |
| Demos y Rarezas      | Viejas Locas   | 1993 | No oficial    |
| Viejas Locas         | Viejas Locas   | 1996 | Estudio       |
| Hermanos de Sangre   | Viejas Locas   | 1997 | Estudio       |
| Especial             | Viejas Locas   | 1999 | Estudio       |
| Sigue pegando        | Viejas Locas   | 2002 | Recopilatorio |
| Grabaciones secretas | La Lengua      | 2002 | Estudio       |
| Basura caliente (EP) | Balas Perdidas | 2005 | Estudio       |